# ジョン・カーワン
サー・ジョン・ジェイムズ・パトリク・カーワン（Sir John James Patric Kirwan、1964年12月16日 - ）KNZM MBE は、ニュージーランド、オークランド出身のラグビーユニオン指導者、元ラグビーユニオン選手、元ラグビーリーグ選手。現役時代のポジションはウィング。愛称は「JK」。日本代表ヘッドコーチとしても、ワールドカップに2回（2007、2011）参加している。

## 現役時代

### ラグビーユニオン
地元のアマチュアチーム、オークランド・マリストクラブで活躍。当時オークランド州ラグビー代表セレクター（スカウト）を務めていたジョン・ハート（元オールブラックスヘッドコーチ）に見出される。NPCオークランド州代表、イタリアのラグビーチームトレヴィーゾでプレーした。
ラグビーリーグに転向してしばらくプレーした後、再びラグビーユニオンに戻り、選手生活晩年の1997年から1999年の3シーズンを日本のNECグリーンロケッツで過ごし、NECを最後に現役生活から引退した。

### ラグビーリーグ
30歳の時に、カーワンは新たに設立されたラグビーリーグクラブ・オークランド・ウォーリアーズと契約した。契約年はオーストラリアンラグビーリーグ（ARL）1995シーズンの1年で、翌年はミューチュアル・オプションとした。ポジションはウイングでプレーした。1996シーズンにはウォーリアーズのトップトライスコアラーとなった。

### ラグビーニュージーランド代表
1984年から1994年までラグビーニュージーランド代表（オールブラックス）に選出される。1984年6月のフランス戦、当時19歳6か月でオールブラックスデビュー。オールブラックスとして通算96試合に出場（そのうちテストマッチ63キャップ）、67トライ（そのうちテストマッチ35トライ）を積み重ねる。
ラグビーワールドカップ1987（第1回W杯）でクレイグ・グリーンと同数でトライ王に輝き、優勝に貢献。開幕戦の対イタリア戦では、192センチ、92キロの巨体で90メートルを独走しラグビー史に名を残す伝説のトライを決める。ニュージーランドラグビー100周年記念ベストオールブラックスフィフティーンにも選出された。1987年秋にはオールブラックスの一員として来日しており、この来日でのテストマッチ第2戦では当時世界一の大型フィニッシャーと評価されていたカーワンの落球から日本は1つだけトライを挙げている。

## ラグビー指導者

### ラグビーイタリア代表ヘッドコーチ
NECチームアドバイザー、オークランド・ブルース（現在のブルース）アシスタントコーチを経て、2002年から2005年まで、ラグビーイタリア代表ヘッドコーチに就任。ラグビーワールドカップ2003で指揮を執りカナダとトンガを破りイタリアチームをヨーロッパ6強に育てた。

### ラグビー日本代表ヘッドコーチ
2006年10月に日本代表アドバイザーに就任。実質的にヘッドコーチとしての職務を務め、同年11月に香港で開催された第6回ワールドカップ予選で日本代表を本大会出場に導いた。2007年1月に正式にラグビー日本代表ヘッドコーチへ就任。現ラグビー日本代表ゼネラルマネージャーの太田治が、NECグリーンロケッツ時代のチームメイトであり友人であったことがヘッドコーチを引き受ける決め手になったと話す（日本経済新聞の「交遊抄」において、カーワンは、太田と行きつけの飲み屋でラグビー談義をしたエピソードも交えて、この就任の経緯を披露した）。2007年に開催されたラグビーワールドカップではラグビー日本代表（通称：カーワン・ジャパン）を率いて出場し2勝を目標に掲げたがかなわず、一次リーグを4戦1分3敗で敗退。しかしこの大会でベスト8入りしたフィジーに4点差にまで迫り、カナダ相手にロスタイムで同点に追いつく采配が評価され同年10月26日に続投が決定した。
2008年5月には、この年から新設されたアジア五カ国対抗でチームを優勝に導き、5月末に行われたクラシック・オールブラックスとの試合では2点差での惜敗、続くパシフィック・ネイションズカップではオーストラリアＡ、ニュージーランドマオリ（前年までのジュニアオールブラックスに代わって、この年から加入）には大敗したものの、フィジーやサモア相手にはかなりの健闘を見せ、ホームでのトンガ戦では昨年に続く勝利をおさめた。
同年の7月に、2011年ラグビーワールドカップまで契約が延長された。2011年ラグビーワールドカップは、4戦1分3敗で、本大会一次予選で敗退。大会終了後、HCの退任を発表し、2011年12月に退任(後任は、エディー・ジョーンズ)。

### バーバリアンズコーチ
2012年2月、バーバリアンズ2012年夏季ツアーコーチに内定。

### ブルースヘッドコーチ
2012年7月17日、パット・ラムの後任としてブルースヘッドコーチに内定。2013年シーズンより2年契約でチームを指揮する予定。

## その他
1989年にラグビー選手としての活躍を評され大英帝国勲章を受賞。2003年に国際ラグビー殿堂入り。2007年にニュージーランド保健省の反差別運動「Like Minds, Like Mine」のテレビコマーシャル (CM) に出演し、自らうつ病であった過去を告白する。カーワンの反差別運動への出演は、うつ病への取り組み、精神障害の適切な理解と偏見・差別の是正、メンタルヘルスの早期治療およびその重要性を促進したと評価され2007年6月4日にニュージーランド・メリット勲章を授与された。2012年6月4日、ニュージーランド女王よりメンタルヘルスの早期治療に貢献する活動を評価されナイトの勲位を授与されサー (Sir) の称号を得た。
私生活ではイタリア人のフィオレッラ夫人との間に3子。
2008年4月からは8月まで、ほぼ1か月に1回のペースで共同通信社から『スポーツ随想』と題したエッセーを執筆。第1回は「桜とサムライ」というタイトルで「古典で桜の花が散るのを観て涙を流した日本人は、感受性が豊か。味方を思いやるプレーが可能」と書いている。